# Педа (король Мерсии)
Педа (англ. Peada, умер в 656) — король Мерсии (655—656), сын Пенды. Под его властью находилась только южная часть Мерсии.

## Биография
Захватив в 653 году Восточную Англию, Пенда разделил её на две части. Западную, часть, населённую срединными англами, он отдал под управление Педе. Затем Пенда организовал брак сына с Эльфледой, дочерью короля Берниции Освиу Нортумбрийского, и даже согласился на то, чтобы Педа принял христианство. С этой целью Педа прибыл в Нортумбрию, в имение Освиу, называвшееся «У стены», и епископ Финан Линдисфарнский крестил его вместе со всеми танами, воинами и слугами. А потом послал четырёх священников, среди которых был и святой Диума, чтобы те крестили всё население подвластное Педе.
После разгрома Пенды в битве при Винведе, Освиу захватил Мерсию, но позволил Педе управлять частью королевства, находившейся к югу от реки Трент. Педа и Освиу способствовали основанию монастыря в Медсхэмстеде (современный город Питерборо).
Вскоре по неизвестным причинам у Педы возник конфликт с супругой, и та отравила его на праздник Пасхи в 656 году.